# Ahmed al-Kaf

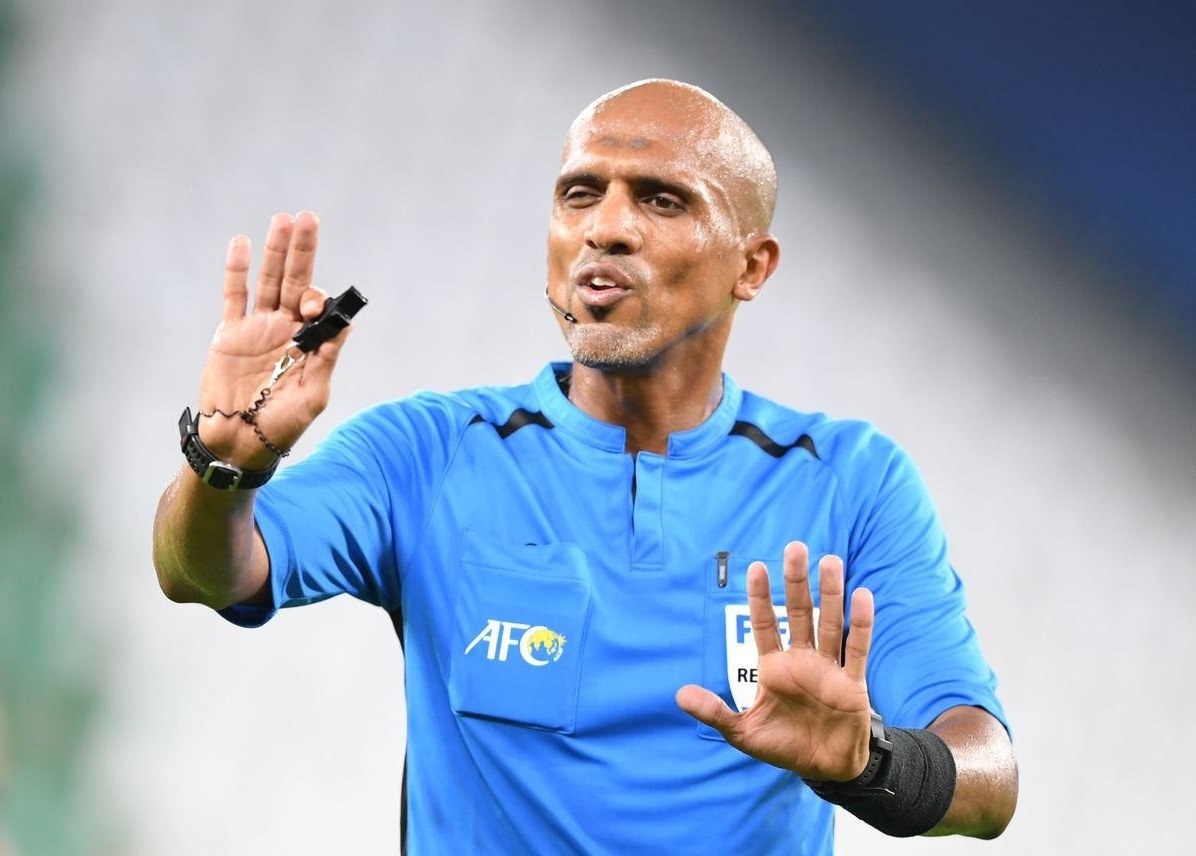
Ahmed al-Kaf

Ahmed Abu Bakar Said al-Kaf (arabisch أحمد أبو بكر سعيد الكاف, DMG Aḥmad Abū Bakr Saʿīd al-Kāf; * 6. März 1983) ist ein omanischer Fußballschiedsrichter.
Seit 2012 steht al-Kaf auf der Liste der FIFA-Schiedsrichter und leitet internationale Fußballspiele, unter anderem in der AFC Champions League.
Am 10. November 2018 leitete al-Kaf das Final-Rückspiel der AFC Champions League 2018 zwischen Persepolis Teheran und Kashima Antlers (0:0).
Bei der Asienmeisterschaft 2019 in den Vereinigten Arabischen Emiraten leitete al-Kaf zwei Gruppenspiele.
Zudem war al-Kaf bei der U-23-Asienmeisterschaft 2016 in Katar, bei der U-20-Weltmeisterschaft 2017 in Südkorea, bei der U-23-Asienmeisterschaft 2018 in China, bei der U-20-Weltmeisterschaft 2019 in Polen und bei der U-23-Asienmeisterschaft 2020 in Thailand im Einsatz.